# Torre Crestarella
La Torre Crestarella è una torre costiera edificata nel XVI secolo a difesa di Salerno contro le incursioni e le devastazioni ottomane. Fa parte dell'antico sistema difensivo della Costiera Amalfitana e della città di Salerno. Si trova praticamente di fronte agli scogli Due Fratelli, che delimitano il limite tra il comune di Salerno e quello di Vietri.

## Storia
A seguito delle devastanti incursioni saracene, il governatore spagnolo Don Parfa de Rivera fece realizzare nel 1564 una torre fortificata per difendere la città di Vietri sul mare ed il non lontano porto di Salerno, nei pressi degli Scogli "Due Fratelli".

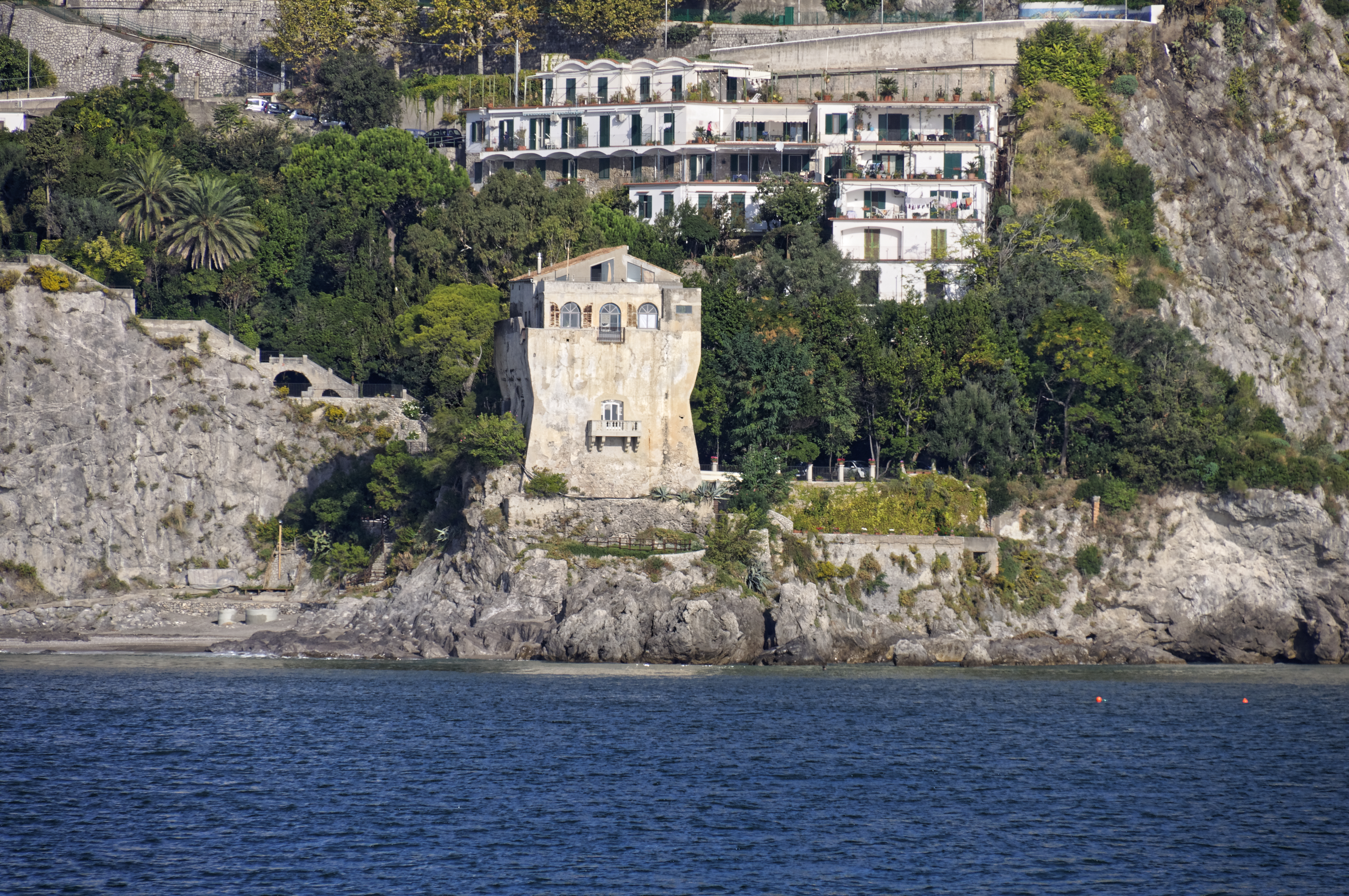
La torre Crestarella vista dal mare

La sua struttura militare fu completata nel 1569.
La torre faceva parte di un sistema difensivo della Costiera Amalfitana (insieme a "Torretta di Cetara", "Torre di Bassano", "Torre dello Scarpariello", "Torre Normanna di Maiori", "Torre d'Albori", ecc.). Da Vietri era la cerniera tra la "Divina Costiera" e quella del litorale della città di Salerno (insieme al Forte La Carnale ed a Torre Angellara).
Le torri costiere (circa 93 sulla costiera amalfitana-salernitana dell'allora Principato Citra) erano un sistema difensivo costiero che impediva alle navi pirata mussulmane di avvicinarsi agli abitanti del luogo - usando visibili fuochi e fumo tra le varie torri. Le torri furono create dagli architetti di Cava dei Tirreni Marino Della Monica e Camillo Casaburi a 5000 passi di distanza tra di loro. 
Queste torri furono molto utili e vennero lasciate in disuso solo all'inizio dell'Ottocento.
Su un'enorme roccia venne edificata la torre Crestarella e sul suo tetto venne successivamente edificata una casa per ospitare i proprietari (nella prima metà dell'Ottocento).

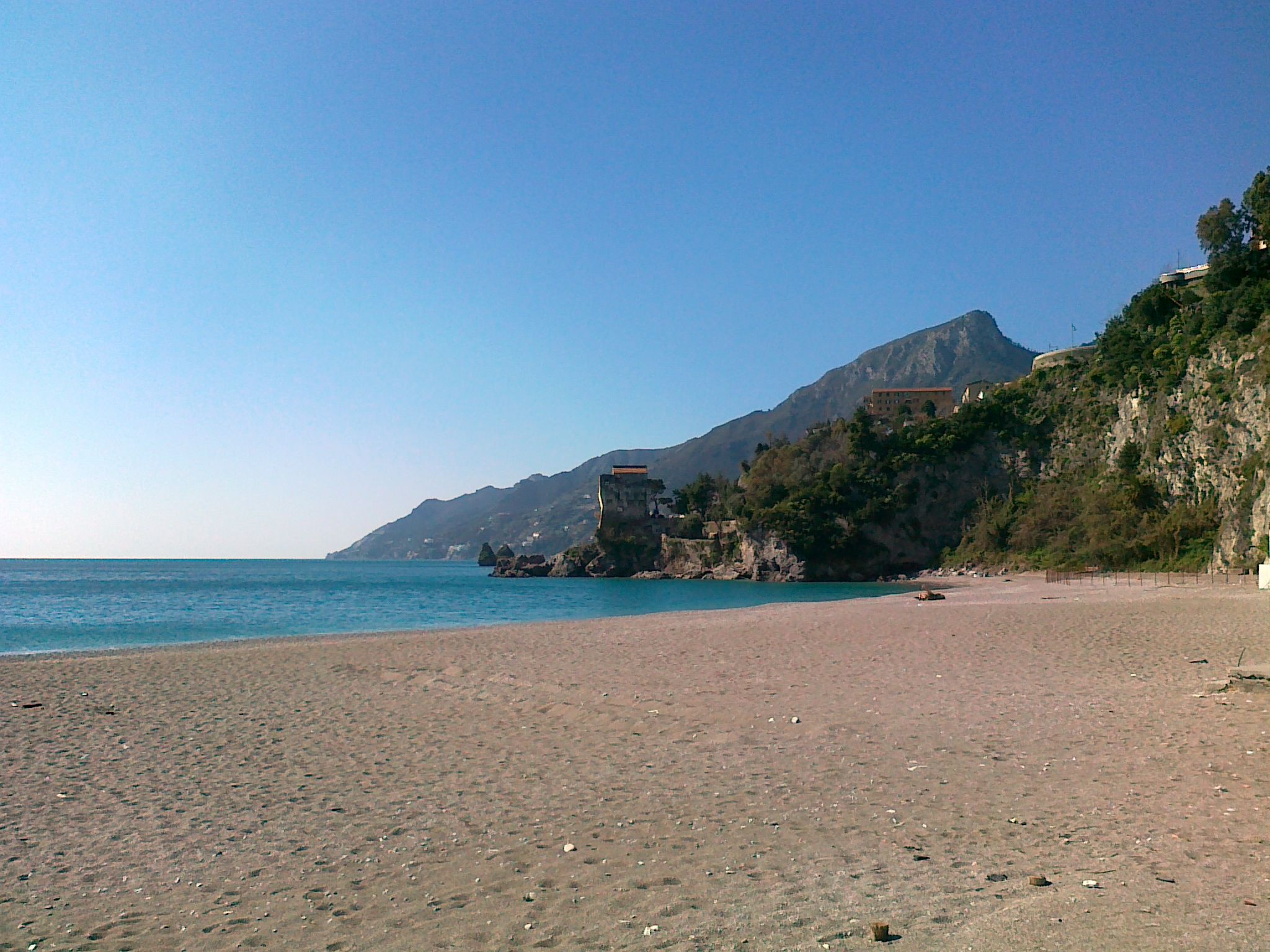
La spiaggia vicino alla Torre Crestarella

Durante lo sbarco alleato a Salerno nel settembre 1943 la Torre fu danneggiata parzialmente, rimanendo in disuso per alcuni anni.
Dal 1978 è abitata da privati, che gestiscono la spiaggia adiacente per finalità turistiche estive.